# Daniel Ebenyo
Daniel Ebenyo, född 18 september 1995, är en kenyansk friidrottare specialiserad på långdistanslöpning.

## Karriär
Vid världsmästerskapen i friidrott 2023 tog han silver på 10 000 meter. Han tog även silver på samma distans vid samväldesspelen 2022.